# 長谷川法世
長谷川 法世（はせがわ ほうせい、1945年9月6日 - ）は、日本の漫画家。福岡県福岡市博多区出身。

## 来歴
福岡県立福岡高等学校を卒業後、大学受験のため上京するが、1968年に『正午の教会へ』（COM）が月例新人賞受賞。その後1972年の『痴連』で本格的デビュー。
代表作に『博多っ子純情』（双葉社『漫画アクション』に1976年から1983年まで連載）がある。『博多っ子 - 』は、福岡・博多に住む中学生の男女の青春群像を描いた作品として人気を集め、ハウス食品のインスタントラーメン『うまかっちゃん』のCMキャラクターにもなった。これまで発表された作品の殆どは、故郷の福岡市を舞台にした作品が多い。
漫画家の活動の他、テレビ番組の司会者としても活躍し、『ニュースやきたてマドレーヌ』（テレビ朝日）や『長谷川法世ときめきポテト』（九州朝日放送）では総合司会を担当した。
1980年、『博多っ子純情』『がんがらがん』で第26回小学館漫画賞を受賞。同年、『博多町人文化勲章』を受章。のちに『博多町家ふるさと館』の館長も務めている。2004年より九州造形短期大学客員教授（「マンガ研究I」「マンガ研究II」）。2006年、福岡市文化賞を受賞。2007年、福岡県文化賞を受賞。

## 人物
故郷への愛郷心が強く、博多祇園山笠に毎年参加（土居流 中土居町）している。
1946年生まれとされていたが福岡放送の「めんたいワイド」内の中継にて、長谷川の生誕日の読売新聞を出されたところ、実は1945年生まれということが発覚した。

## 作品
- 痴連
- 博多っ子純情
- 突き屋(原作:雁屋哲)
- とべとべとんび
- ぼくの西鉄ライオンズ
- がんがらがん
- 猫
- 博多姉妹
- おお草野球
- 博多新聞東京支社
- 走らんか!（NHK連続テレビ小説の原案）
- 荒涼たる野望
- 源氏物語（中央公論社 マンガ日本の古典シリーズ）
- 徒然草（小学館 マンガ古典文学シリーズ）
- 博多っ子純情ラジオドラマ 原作・脚本（KBC）

ほか

## 出演番組
- 長谷川法世の夕焼け海童（RKBラジオ 月曜 18:15-18:30）

## CM
- うまかっちゃん（ハウス食品）
  - 1979年の発売当初から約7年間、「博多っ子純情」をイメージした実写CMシリーズが放送され、長谷川本人も「ラグビー編」（1980年）で出演した。
- 博多通りもん（明月堂の菓子）
  - 出演は15年以上になる。近年は自らの作品のアニメと共演するスタイルとなっている（2本）。2001年以降毎年モンドセレクションで金賞を受賞しており、受賞歴発表の部分が差し替えられる以外は変わっていない。

## アシスタント
- はしもとてつじ[1]
- 堀戸けい